# Polch
Polch là một thị xã thuộc huyện Mayen-Koblenz, bang Rheinland-Pfalz, nước Đức. Đô thị Polch có diện tích 28,7 km². Đô thị này thuộc Verbandsgemeinde ("đô thị tập thể") Maifeld. Polch nằm ở phía đông Mayen.

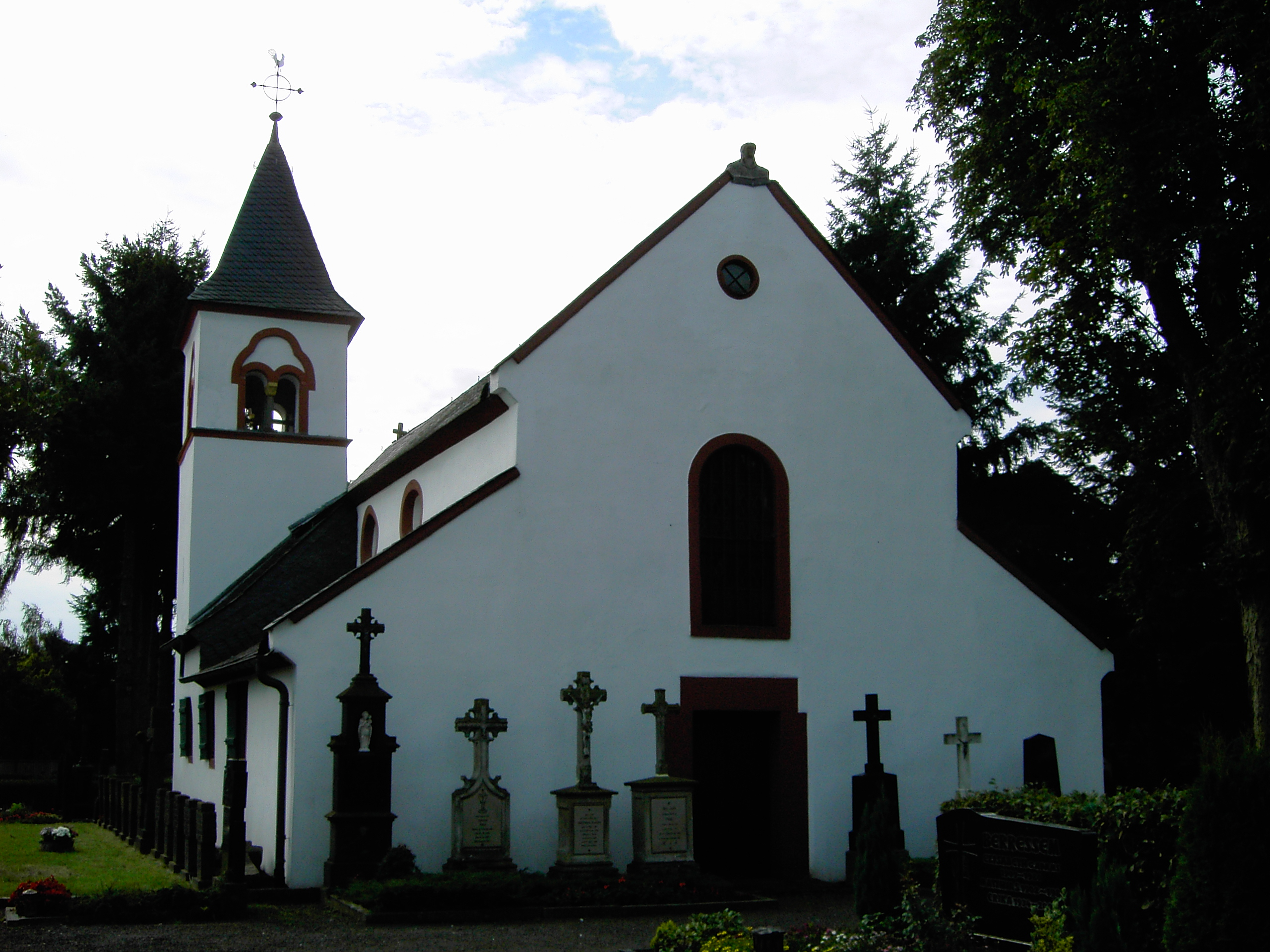
Nhà thờ Saint George